# 松坂俊夫
松坂 俊夫（まつさか としお、1930年5月15日 - 2006年3月14日）は、日本の文学研究者。
山形県に関係する文学作品を中心に、日本近代文学について多数の評論を発表している。

## 略歴
朝鮮生まれ。山形師範学校在学中、蒲生芳郎、藤沢周平と同人誌を刊行。
師範学校卒業後は、山形県立山形中央高等学校教諭などを経て、1977年から山形女子短期大学教授を務めた。教え子に池上冬樹などがいる。
1995年、第41回齋藤茂吉文化賞を受賞した。

## 著書
- 『樋口一葉研究』（教育出版センター） 1970
- 『やまがた文学への招待』（郁文堂書店） 1972
- 『やまがた文学風土誌』（東北出版企画） 1975
- 『川端康成「掌の小説」研究』（教育出版センター、以文選書） 1983.10
- 『田沢稲舟 - 作品の軌跡』（山形女子短期大学出版部） 1992.3
- 『樋口一葉 - 作家の軌跡』（東北出版企画） 1996.11
- 『やまがた本の郷土館』1 - 2巻 （みちのく書房） 1997
- 『やまがた文学のある風景』（みちのく書房） 2000.8

## 参考
- 『川端康成の人間と芸術』（教育出版センター） 1971：巻末